# Heinrich IV. von Neuhaus
Heinrich IV. von Neuhaus (auch Heinrich IV. von Hradec, tschechisch Jindřich IV. z Hradce; * 13. April 1442; † 17. Januar 1507) war 1485–1503 Höchster Kämmerer von Böhmen und 1503–1507 Oberstburggraf von Prag. Er entstammte der Teltscher Linie der Herren von Neuhaus.

## Leben
Seine Eltern waren Johann von Neuhaus auf Teltsch (1419–1451) und Katharina von Sternberg. Nachdem Ulrich von Neuhaus, ein Sohn des Meinhard von Neuhaus, 1453 ohne männliche Nachkommen gestorben war, gelangten dessen Besitzungen an Heinrich und seinen Bruder Herrmann, der jedoch 1464 im jugendlichen Alter verstarb. Nach Erreichen der Volljährigkeit wurde Heinrich 1463 Regent der nunmehr wieder einzigen Linie der Herren von Neuhaus. Es gelang ihm, die übernommenen Schulden abzubauen. Zudem konnte er durch Erwerb von zwölf kleineren Rittergütern sein Herrschaftsgebiet arrondieren und erweitern, so dass er zu den größten Großgrundbesitzerin in Böhmen und Mähren gehörte. In seinem Besitz waren u. a. Neuhaus, Teltsch, Počátky und Slavonice sowie zahlreiche Dörfer und Städtchen aus den zugehörigen Herrschaften.
Heinrich residierte auf Schloss Neuhaus. Er gehörte zu den bedeutendsten Mitgliedern der Herren von Neuhaus und erlangte hohe Landesämter. 1485–1503 war er Höchster Kämmerer von Böhmen, 1503–1507 Oberstburggraf von Prag. Am 17. Januar 1507 verunglückte er tödlich auf der Jagd.

## Familie
Heinrich war in erster Ehe mit Elisabeth von Sternberg, in zweiter Ehe mit Agnes von Cimburg († 1485), in dritter Ehe mit Magdalena von Gleichen und nach deren Tod 1492 mit Anna, Tochter Heinrichs d. J. von Münsterberg verheiratet. Dieser Ehe entstammten die Kinder
- Adam I. (1494–1531)
- Anna († 1570), verheiratet in erster Ehe mit Hynek Boček von Kunstadt († 1518); in zweiter Ehe mit Ladislav von Sternberg auf Bechyně († 1521) und in dritter Ehe mit Heinrich VII. von Rosenberg (1496–1526)